# Virginia-Eiche
Die Virginia-Eiche (Quercus virginiana), auch Lebens-Eiche genannt,  ist eine Pflanzenart aus der Gattung der Eichen (Quercus) in der Familie der Buchengewächse (Fagaceae).

## Beschreibung

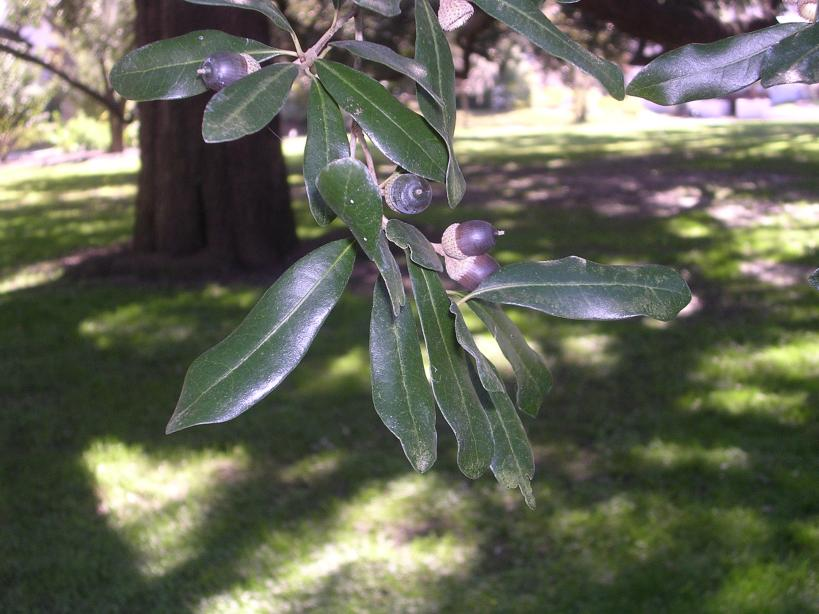
Ledrige, einfache Laubblätter und Eicheln

### Erscheinungsbild, Rinde und Laubblätter

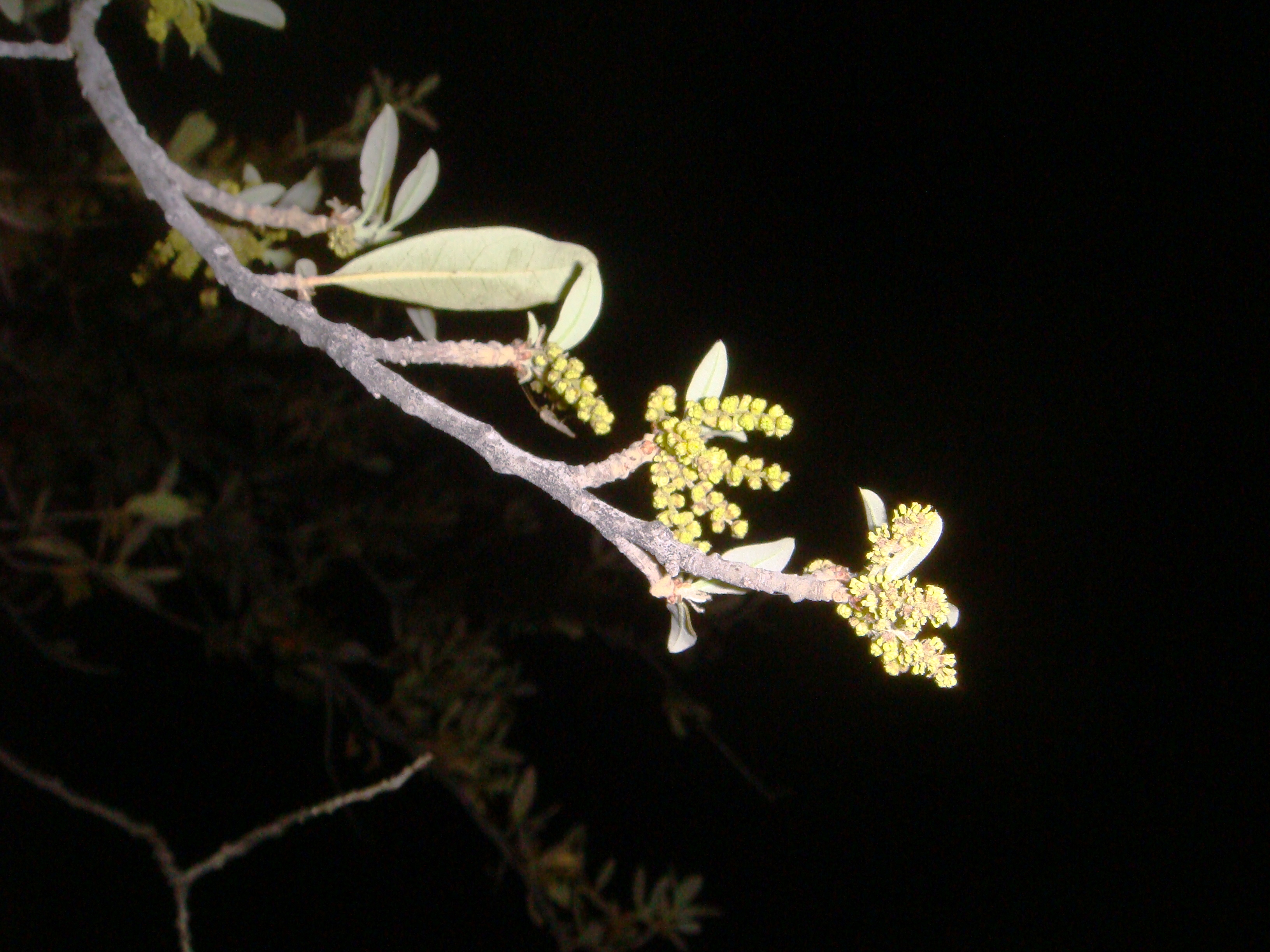
Blattunterseite und Blütenstände

Die Virginia-Eiche ist ein mehr oder weniger immergrüner Baum oder manchmal Strauch, der eine Wuchshöhe von bis zu 35 Meter und einen Stammdurchmesser bis über 2 Meter erreicht. Sträucher bilden manchmal Rhizome. Die Baumkrone sitzt sehr breit ausladend auf einem kurzen Stamm. Die dunkelbraune bis fast schwarze Borke ist schuppig und rissig. Die gelbliche bis hellgraue Rinde der Zweige ist im ersten Jahr winzig flaumig behaart und ab dem zweiten Jahr kahl.
Die wechselständig und spiralig an den Zweigen angeordneten Laubblätter sind in Blattstiel und Blattspreite gegliedert. Die einfache, ledrige Blattspreite ist elliptisch bis verkehrt-eiförmig mit glattem Rand und die Spitze ist abgerundet. Oft ist die Blattunterseite behaart. Die mit einer Länge von 1 bis 2 mm fast kugeligen bis eiförmigen, rötlichen oder dunkelbraunen Knospen besitzen Knospenschuppen, die am Rand kahl oder flaumig behaart sind.
Die wechselständig und spiralig an den Zweigen angeordneten Laubblätter sind in einen 1 bis 10 (bis 20) mm langen Blattstiel und eine Blattspreite gegliedert. Die einfache, mehr oder weniger flache, mit einer Länge von meist 3,5 bis 9 (8 bis 15) cm und einer Breite von 2 bis 4 (1,5 bis 8,5) cm verkehrt-eiförmige bis verkehrt-lanzettliche, manchmal kreisförmige oder lanzettlich-eiförmige Blattspreite mit keilförmiger bis gerundeter, selten gestutzter oder herzförmiger Spreitenbasis besitzt einen glatten oder auf jeder Seite stachelig, ungleichmäßig ein- bis dreigezähnten Blattrand. Es sind sechs bis neun, selten bis zu zwölf undeutliche Seitennerven auf jeder Seite des Hauptnerves vorhanden. Die Blattunterseite ist weißlich bis bereift, weil sie dicht, angedrückt mit Sternhaaren bedeckt ist; im Schatten ist sie hellgrün und kahl. Die dunkel- bis hellgrüne Blattoberseite ist glänzend, kahl oder besitzt vereinzelt winzige Sternhaare.

### Generative Merkmale
Die Blütezeit liegt am Winterende bis zeitigem Frühling. Die Virginia-Eiche ist einhäusig getrenntgeschlechtig (monözisch).
Ein bis drei Früchte befinden sich an einem (selten 3 bis) 10 bis 20 mm langen Stiel. Der mit einer Höhe von 8 bis 15 mm und einem Durchmesser von 8 bis 15 mm kugel- bis tief becherförmige Fruchtbecher (Cupula) besitzt weißliche bis gräuliche, wollig behaarte, an ihrer Basis verdickte, gekielte Schuppen, die eine rötliche Spitze aufweisen. Der Fruchtbecher umhüllt das untere Drittel der Eichel. Die dunkelbraune, kahle Eichel (Nussfrucht) ist mit einer Länge von 1,5 bis 2, selten bis 2,5 cm und einem Durchmesser von 0,8 bis 1,5 cm fast fass- bis eiförmig oder verkehrt-zylindrisch mit einem gerundeten oder stumpfen Ende. Die Eicheln reifen in einer Saison und sind nicht bitter. Die zwei Keimblätter (Kotyledonen) sind untereinander verwachsen.

## Verbreitung
Die Virginia-Eiche ist im südöstlichen Nordamerika bis hinunter nach Mexiko heimisch.

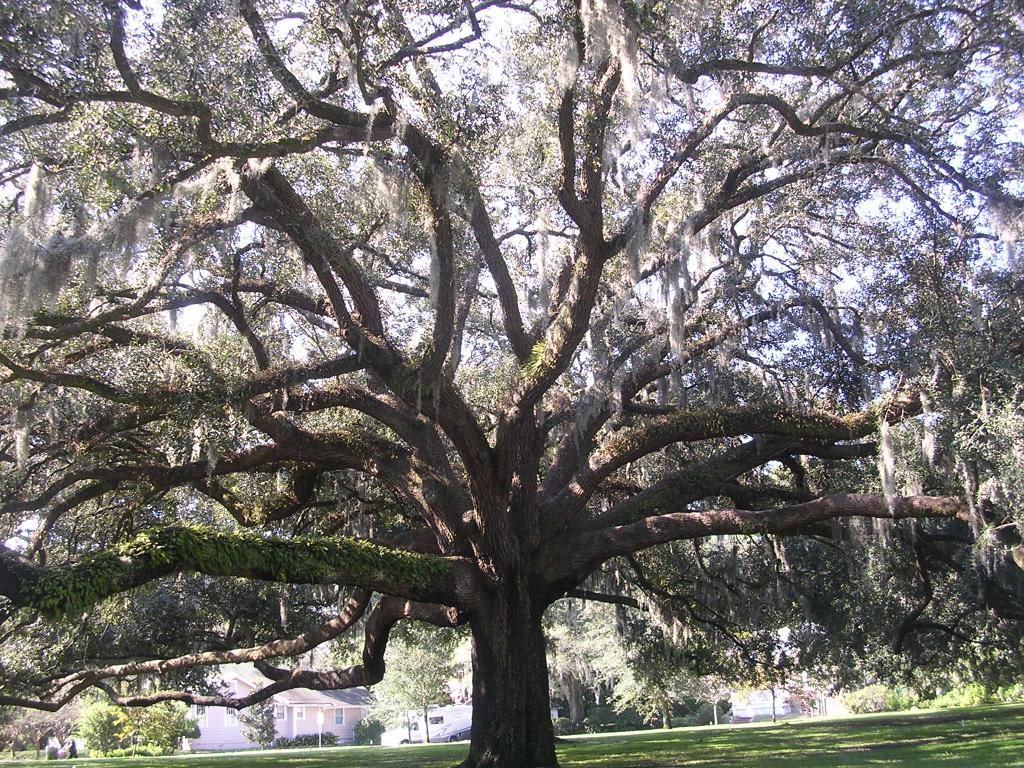
An einer Virginia-Eiche (Quercus virginiana) hängt Tillandsia usneoides herab

## Systematik
Der Artname Quercus virginiana wurde 1768 durch den englischen Botaniker Philip Miller in The Gardeners Dictionary, 8. Auflage: Quercus no. 16 erstveröffentlicht. Ein Synonym für Quercus virginiana Mill. ist Quercus virginiana var. eximea Sargent. Quercus virginiana gehört zur Sektion Quercus in der Gattung Quercus.

## Sonstiges
Die Lebens-Eiche ist das Wahrzeichen des Staates Georgia. Des Weiteren war sie wegen ihrer Beständigkeit im Wasser sowie ihrer besonders dichten und festen Struktur eines der gefragtesten Hölzer im Bereich des Schiffbaus. So wurden z. B. bei der Constitution die wichtigsten Hölzer des Rumpfes genau aus diesem Holz angefertigt.